# Collegium Medicum ім. Людвіка Ридиґера Університету Миколая Коперника
Collegium Medicum імені Людвіка Ридиґера в Бидґощі Університету Миколая Коперника в Торуні (пол. Collegium Medicum im. Ludwika Rydygiera w Bydgoszczy Uniwersytetu Mikołaja Kopernika w Toruniu), до 24 листопада 2004 року мало назву Медична академія в Бидґощі (пол. Akademia Medyczna w Bydgoszczy) — частина торунського Університету Миколая Коперника, орієнтована на навчання студентів медичним наукам, розташована в Бидґощі, Польща. Згідно з рейтингом «Впрост» 2012 року, він посідає 9 місце серед медичних університетів Польщі.
Згідно з Вебометричним рейтингом світових університетів за січень 2015 року, який показує прихильність академічних установ до існування в Інтернеті, університет посідає 3-тє місце в Польщі серед медичних університетів і 3673-тє місце у світі серед усіх типів університетів.
Всі три факультети, що входять до складу Collegium Medicum, отримують найвищі оцінки в оцінці наукової діяльності, що проводиться Міністерством науки та вищої освіти: за період 2012-2017 років медичний факультет і фармацевтичний факультет отримали престижну наукову категорію «A», параметризація за період 2017-2021 років дала категорію «B+» для дисциплін фармацевтичних наук, медичних наук і наук про здоров'я.

## Структура

### Медичний факультет
Медичний факультет був заснований у 1984 році. Він розташований за адресою вул. Ягеллонська, 13. Нинішній декан — професор Збіґнєв Влодарчик (травень 2021 року). Факультет побудований навколо наступних відділів або кафедр:
- Кафедра алергології, клінічної імунології та внутрішніх хвороб
- Кафедра анатомії
- Кафедра анестезіології та інтенсивної терапії
- Кафедра медичної біології та біохімії
- Кафедра торакальної та пухлинної хірургії
- Кафедра судинної хірургії та ангіології
- Кафедра загальної, гепатобіліарної та трансплантаційної хірургії
- Кафедра загальної, гастроентерологічної та онкологічної хірургії
- Відділення загальної, колоректальної та онкологічної хірургії
- Відділення пластичної хірургії
- Кафедра офтальмології
- Відділення хвороб легень, новоутворень і туберкульозу
- Кафедра інфекційних хвороб та гепатології
- Кафедра дерматології та венерології
- Кафедра ендокринології та діабетології
- Кафедра клінічної фармакології
- Кафедра фізіології людини
- Кафедра клінічної генетики
- Кафедра гематології
- Кафедра гістології та ембріології
- Кафедра кардіохірургії
- Кафедра кардіології та внутрішніх хвороб
- Кафедра сімейної медицини
- Кафедра судової медицини
- Кафедра нефрології, гіпертензії та внутрішніх хвороб
- Кафедра неонатології
- Кафедра нейрохірургії
- Кафедра неврології
- Відділення онкології та брахітерапії
- Відділення отоларингології та онкології
- Відділення патологоанатомії
- Кафедра педіатрії, алергології та гастроентерології
- Кафедра педіатрії, гематології та онкології
- Кафедра акушерства, гінекології та онкології
- Кафедра психіатрії
- Відділення радіології та діагностичної візуалізації
- Відділення трансплантології та загальної хірургії
- Відділення урології та андрології
- Банк клітин і тканин
- Лабораторія дитячої ендоскопії та тестування функцій шлунково-кишкового тракту
- Лабораторія медичної освіти
- Лабораторія соціальної медицини
- Генетична лабораторія
- Деканат медичного факультету

### Фармацевтичний факультет
Фармацевтичний факультет був заснований у 1989 році. Він розташований за адресою вул. Ягеллонська, 15. Нинішній декан — професор Стефан Крушевський (травень 2021 року). Факультет побудований навколо наступних відділів або кафедр:
- Кафедра клінічної біохімії
- Кафедра біофармації
- Кафедра біофізики
- Кафедра біостатистики та теорії біомедичних систем
- Кафедра фармацевтичної ботаніки та фармакогнозії
- Кафедра фізичної хімії
- Кафедра медичної хімії
- Кафедра неорганічної та аналітичної хімії
- Кафедра органічної хімії
- Кафедра лабораторної медицини
- Кафедра фармакодинаміки та молекулярної фармакології
- Кафедра імунології
- Кафедра косметології та естетичної дерматології
- Кафедра мікробіології
- Кафедра патобіохімії та клінічної хімії
- Кафедра патофізіології
- Кафедра пропедевтики медицини та інфекційного контролю
- Кафедра хімічної технології фармацевтичних препаратів
- Кафедра аптечної технології ліків
- Кафедра токсикології та броматології
- Зоотехнічний комплекс
- Сад лікарських та косметичних рослин
- Центр післядипломної освіти
- Деканат фармацевтичного факультету

### Факультет наук про здоров'я
Факультет наук про здоров'я був заснований у 1997 році. Він розташований за адресою вул. Ягеллонська, 15. Нинішній декан — професорка Аліна Борковська (травень 2021 року). Факультет побудований навколо наступних відділів або кафедр:
- Відділ дослідження органів чуття
- Відділення онкологічної хірургії
- Кафедра судинних та внутрішніх хвороб
- Кафедра діагностичної візуалізації
- Кафедра економіки охорони здоров'я
- Кафедра фізіотерапії
- Кафедра гастроентерології та розладів харчування
- Кафедра геріатрії
- Кафедра гігієни, епідеміології, ергономіки та післядипломної освіти
- Кафедра кардіології та клінічної фармакології
- Кафедра медицини невідкладних станів
- Кафедра соціально-медичних наук
- Кафедра нейрохірургії та неврології
- Кафедра клінічної нейропсихології
- Кафедра онкології
- Кафедра паліативної допомоги
- Кафедра ортопедії та травматології опорно-рухового апарату
- Кафедра отоларингології, фоніатрії та аудіології
- Відділення періопераційного догляду за хворими
- Кафедра профілактичного медсестринства
- Кафедра основ медичного права
- Кафедра базових клінічних навичок та післядипломної освіти медичних сестер і акушерок
- Кафедра перинатології, гінекології та гінекологічної онкології
- Кафедра громадського здоров'я
- Кафедра реабілітації
- Кафедра ревматології та захворювань сполучної тканини
- Кафедра урології
- Кафедра харчування та дієтології
- Деканат факультету наук про здоров'я

### Інше
Також існують інші відділення, що не входять до вищезазначених факультетів:
- Архів УМК — філія в Бидґощі
- Медична бібліотека
- Центр спеціальних мов у медицині
- Центр навчання англійської мови в Collegium Medicum
- Центр медичної симуляції
- Центр клінічної комунікації
- Відділ фізичного виховання та спорту
- Незалежна установа з проведення експериментів на тваринах
- Біоетична комісія

## Ректори
| Особа                  | Перебування на посаді | Перебування на посаді |
| Особа                  | Початок               | Кінець                |
| ---------------------- | --------------------- | --------------------- |
| Ян Доманєвський        | 1984                  | 1990                  |
| Юзеф Калужний          | 1990                  | 1996                  |
| Ян Доманєвський        | 1996                  | 2002                  |
| Данута Міщицька-Слівка | 2002                  | 2004                  |

## Проректори
| Особа                           | Перебування на посаді | Перебування на посаді |
| Особа                           | Початок               | Кінець                |
| ------------------------------- | --------------------- | --------------------- |
| Малґожата Тафіл-Клаве           | 2004                  | 2012                  |
| Ян Стичинський                  | 2012                  | 2016                  |
| Ґражина Одрованж-Сипнєвська     | 2016                  | 2020                  |
| Корнелія Кендзьора-Корнатовська | 2020                  |                       |

## Уповноважені ректора з питань освіти та студентських справ
- Міхал Шпінда
- Адам Буцінський

## Почесні доктори
- Данієль Пікард (1998)
- Стефан Рашея (1998)
- Мірал Діздароґлу (2000)
- Боґдан Романський (2001)
- Джин Наталі (2001)
- Тадеуш Пісарський (2002)
- Ларс Норґрен (2003)
- Ян Доманєвський (2004)
- Адам Білікєвич (2004)